# Мисисипи
 Тази статия е за реката в САЩ.  За щата вижте Мисисипи (щат).  За други значения вижте Мисисипи (пояснение).
Мисисипи (на английски: Mississippi) е река в Северна Америка, пресичаща централната част на САЩ.
Мисисипи тече от север на юг от северната част на Минесота до Мексиканския залив. Със своите 3 778 km, тя е втора по дължина на континента след Мисури (4 130 km). Понеже Мисури е приток на Мисисипи, двете реки обикновено се разглеждат като една речна система с обща дължина над 6 800 km, а общият им водосборен басейн е сред най-големите в света. Още в предколумбовата епоха Мисисипи е важен воден път, а в наши дни играе важна роля в американската икономика и култура.
Името на реката произлиза от думата миси-зииби („голяма река“) на езика оджибуе.

## Хидрография и хидрология

### Описание на течението
Началото на реката е в северния край на езерото Айтаска в северна Минесота, на 450 m над морското равнище. Реката бързо достига надморска височина 220 m след водопада Сейнт Антъни край Минеаполис. След като напуска Минесота, Мисисипи служи за граница на още осем други щата – Уисконсин, Айова, Илинойс, Мисури, Кентъки, Арканзас, Тенеси и Мисисипи. Преминавайки през Луизиана, тя се влива в Мексиканския залив. Водата от езерото Айтаска достига до Мексиканския залив за около 90 дни.
В Мисисипи се вливат големите реки Илинойс и Мисури при Сейнт Луис и Охайо при Кайро, където надморската височина е 100 m. Тези две точки често се използват за условно разделяне на течението на реката на горно, средно и долно (в някои случаи – на горно и долно, под и над устието на Охайо). Горното течение е разположено на ширини от 47°N до 37°N, а долното – от 37°N до 29°N.
Долното течение на Мисисипи се характеризира с множество меандри, особено под град Мемфис. Повечето от тях са типични за меандрите в алувиални низини – разположени са безредно в главното корито на реката и се разливат свободно в низината, образувайки крайречни езера.

### Водосборен басейн
Водосборният басейн на река Мисисипи е най-големият в Северна Америка и третият по големина в света след тези на Амазонка и Конго. Общата му площ е 3 238 000 km² – една трета от площта на Съединените щати, като в него живеят над 72 милиона души – една четвърт от американското население. Заливните тераси на реките в басейна заемат около 90 000 km², почти колкото територията на България. Мисисипи отводнява основната част от района между Скалистите планини и Апалачите, с изключение на областите около Големите езера. Във водосборния басейн на реката попадат около 40% от общата площ на Съединените щати.
В басейна на Мисисипи влизат части от 31 от 50-те американски щата, както и от 2 провинции на Канада. Той обикновено се разделя на шест подбасейна, съответстващи на горното и долното течение на Мисисипи и на четирите най-дълги притока – Мисури, Арканзас, Охайо и Тенеси.
Река Мисисипи получава 25 притока с дължина над 200 km, като 13 от тях са дължина до 500 km; 7 с дължина от 501 до 1000 km и 5 притока с дължина над 1000 km. По-долу са изброени всичките тези 25 броя реки, за които е показано дали са леви (→), или десни (←) притоци, тяхната дължина, площта на водосборния им басейн (в km2) и щатите, през които текат. Притоците са подредени от извора на Мисисипи към нейното устие.
- → Рум Ривър – 243 / – , Минесота
- ← Минесота – 543 / 44030, Южна Дакота, Минесота
- → Сен Кроа – 272 / 20 000, Уисконсин, Минесота
- → Чипеуа – 294 / – , Уисконсин
- → Блек Ривър – 310 / 6200, Уисконсин
- → Уисконсин – 692 / 31 800, Уисконсин
- ← Турска река – 246 / 4384, Айова
- ← Макуокета – 240 / 4387, Айова
- ←Уапсипиникон – 480 / – , Айова
- → Рок Ривър – 481 / 9194, Уисконсин, Илинойс
- ← Айова – 520 / 32 700, Айова
- ← Де Мойн – 845 / 38 337, Айова
- → Илинойс – 439 / 74 479, Илинойс
- ← Мисури – 3726 / 1 371 010, Монтана, Северна Дакота, Южна Дакота, Небраска, Айова, Канзас, Мисури
- ← Мерамек – 369 / 10 300, Мисури
- → Каскаския – 523 / 14 880, Илинойс
- → Биг Мъди Ривър – 251 / 6070, Илинойс
- → Охайо – 1579 / 490 600, Пенсилвания, Охайо, Западна Вирджиния, Кентъки, Индиана
- → Хачи – 383 / – , Мисисипи, Тенеси
- ← Сейнт Франсис – 686 / 19 600, Мисури, Арканзас
- ← Уайт Ривър – 1162 / 71 910, Арканзас, Мисури
- ← Арканзас – 2364 / 440 000, Колорадо, Канзас, Оклахома, Арканзас
- → Язу – 303 / – , Мисисипи
- → Биг Блек Ривър – 530 / 8800, Мисисипи
- ← Ред Ривър – 2190 / 169 890, Тексас, Оклахома, Арканзас, Луизиана

### Хидрология
Мисисипи е река с относително голям отток и силно течение, като се вземе предвид характера на нейния водосборен басейн. Той е разположен главно в умерения пояс, а не в тропически области, както басейните на Амазонка или Конго. Тези две реки имат значително по-голям отток от Мисисипи, което се дължи на изобилните валежи, падащи в техните водосборни басейни.
Хидроложкият режим на Мисисипи е сложен, тъй като реката се подхранва от разнородни източници – докато горното течение има дъждовно-снежен режим, долното течение преминава през влажна субтропична област. Мисури, един от основните притоци на Мисисипи, значително увеличава оттока си през пролетта, когато се топят снеговете в Скалистите планини, докато долното течение на Мисисипи се подхранва от силните дъждове през лятото и началото на есента, а в най-южната част и от възможните силни тропически бури.
В резултат на неравномерното подхранване оттокът на Мисисипи се характеризира с големи вариации в зависимост от сезона и положението по дължина на самата река – обикновено между 8 и 50 хиляди m³/s. При устието на реката средният отток обикновено е 18 000 m³/s, значителна стойност за река в умерения пояс, като по този показател Мисисипи е на шесто място сред реките в света. В същото време при пълноводие оттокът може да достигне 70 000 m³/s или дори 300 000 m³/s, измерени през 1927 година. Притокът Охайо допринася с почти половината от общия отток на Мисисипи (8 000 m³/s).
Среден месечен отток на Мисисипи в m³/s, измерен при Виксбърг (усреднени данни за 1965 – 1983 г.)

### Пренос на наноси
Мисисипи пренася алувий, пясък и баластра, по-голямата част от които идват от Скалистите планини. Твърдите наноси, отлагани в Мексиканския залив, са между 312 и 450 милиона тона годишно. Именно тези материали образуват множеството острови и делтата на реката. По по-голямата част от течението на Мисисипи надлъжният наклон е средноголям или малък, поради което и отлагането на седименти е относително голямо. Наносите са със смесен състав. За година реката пренася общо 131 милиона тона разтворен във водата материал, два пъти по-малко от Амазонка.

## Флора и фауна
Река Мисисипи и нейната наносна низина са дом на много богата флора и фауна, които образуват най-голямата блатна екосистема в Северна Америка. Във водите на реката живеят над 260 вида риби или една четвърт от видовото многообразие на континента. Реката е важен коридор за миграцията на много птици, а в нейното долно течение е установено наличието на поне 60 вида миди. Горното течение обитават над 50 вида бозайници и 145 вида земноводни и влечуги.
- Някои характерни за долината на Мисисипи бозайници:
- Американски енот
- Канадска видра
- Източноамерикански бурундук
- Деветопоясен броненосец

### Начало на реката
Участъкът от Мисисипи, разположен над Минеаполис, включва частта от течението, близка до началото на реката – северния край на езерото Айтаска, на 450 m надморска височина. Климатът на тази област е континентален и се характеризира с влиянието на полярни въздушни маси през зимата – тук Мисисипи често замръзва изцяло. В самото начало реката е бистра, но с отдалечаване от Айтаска водите ѝ се увеличават, а с тях и наносите и органичните частици, и водата става червеникавокафява.
В този пръв участък от течението реката преодолява най-голяма разлика в надморската височина. Тя преминава през заблатени зони, езера и бързеи, обитавани от разнообразни риби, птици и бозайници. Растителността тук включва борове, елша, див ориз и колонии от папур. Между градовете Ейткин и Брейнърд реката преминава през хълмиста област с морени и гори, равнини с ледников произход и участъци с дюни и блата. Днес голяма част от областта се обработва, но в миналото тя е покрита с иглолистни гори.

### Горно течение
Горното течение на Мисисипи включва участъка от водопада Сейнт Антъни при Минеаполис до устието на Охайо при Кайро. Той има дължина 1 462 km, като общата посока на течението е югоизточна. Режимът на реката е дъждовно-снежен, с пълноводие през пролетта и при силни летни бури.
Басейнът на Горно Мисисипи включва 5 екологични региона, 3 биома и 3 физикогеографски области (области с определен геоморфологичен тип): Горно възвишение, Централна низина и плато Озарк. Територията на Горно Мисисипи е обитаема от около 9000 години. За първите изследователи на тези местности се считат французите Луис Жулиет и Жак Маркет, пристигнали тук през 1673 г.
Коритото се разширява значително след вливането на река Минесота. След това реката преминава през дълбока долина, врязана в седиментните слоеве, незасегнати от ледниците. Езерото Пепин, образувано преди около 9 500 години, заема 35 km по дължина на реката, а средната му дълбочина е 5 m. То задържа част от наносите и замърсителите, идващи от по-горните части на реката.
Непосредствено на север от Сейнт Луис от запад в Мисисипи се влива река Мисури. Нейните води носят голямо количество наносни частици, но голяма част от тях се задържат от построените в средата на XX век множество язовири в басейна на Мисури. От друга страна човешката дейност увеличава пренасяните наноси чрез урбанизацията и отводняването на блатата, а дигите и каналите усилват отлагането им в речното легло. Речните тераси са засегнати от издигането на диги за защита на хората от наводнения, а обработваемите земи отдавна са изместили много от блатата и горите, които днес са ограничени до самите брегове на Мисисипи и островите в реката. Част от бреговете са включени в природни резервати, в които влизат 800 km² от долината по горното течение.
Основните дървесни видове в този участък са канадски клен, ясен, американски бряст, черна върба, делтоидна топола, ясенолистен явор, черна бреза. Водната растителност включва папурови, Potamogeton, Elodea, Vallisneria americana. Обикновената блатия има европейски произход и е интродуцирана по течението на реката в началото на XX век.

### Долно течение
Долното течение на Мисисипи започва от вливането на река Охайо и първоначално има посока юг-югозапад, а след вливането на Арканзас се насочва на юг. Алувиалната равнина се характеризира с множество меандри, които увеличават трикратно дължината на реката. Долното течение има слаб наклон към Мексиканския залив и е доминирано от ниски алувиални тераси. Южно от устието на Охайо долината става по-широка и дълбока, заради ерозията на терциерните слоеве, пресичани от реката. Надморската височина на терасите е малка, едва няколко десетки метра. Извън изкуствено мелиорираните зони съществуващ обширни области с блата и гори, крайречни езера и меандри с голяма амплитуда.
Много от притоците на Мисисипи в нейното долно течение текат успоредно с нея на голямо разстояние, преди да се влеят. В най-южните му части климатът е тропичен, с циклони в края на лятото и началото на есента, а зимите са меки и не причиняват замръзване. Ландшафтът се характеризира с влажни и заблатени зони, често откъснати ръкави и меандри на реката, които образуват обширни застояли водоеми и представляват мрежа от водни пътища с дължина хиляди километри.
Площта на басейна на Долно Мисисипи, заедно с притоците, е около 880 хиляди квадратни километра. Територията на района е обитаема от 16 хиляди години. Първият изследовател тук е испанския конкистадор Ернандо де Сото. Басейнът на Долно Мисисипи включва 3 физикогеографски области: Крайбрежна равнина, районът Уошито и платото Озарк.

### Опазване на природата
Много части от течението на Мисисипи са защитени територии, включени в природни резервати, а обширни пространства остават залесени и наводнени в естествения си вид. Екосистемата на горното течение на реката е защитено в Националното убежище на дивия живот и риба на Горна Мисисипи, простиращо се от Уабаша в Минесота до Рок Айлънд в Илинойс, разположени на отстояние почти 500 km. Този резерват обхваща около 80 000 хектара в четири щата и включва разнородни хабитати – блата, влажни меандрови зони, езера, гори в алувиалните тераси, пясъчни плажове и други.
Въпреки това околната среда на реката е преобразувана от човека за нуждите на корабоплаването и стопанското развитие. Голяма част от речните тераси се обработват интензивно, а притоците на Мисисипи донасят в реката значителни количества наноси, торове и пестициди. Крайречните урбанизирани територии и промишлени зони също са източник на замърсяване.
Според изследванията, изхвърлянето на замърсени води над Сейнт Луис е намаляло след приемането на Закона за чисти води от 1972 година, но положението става по-лошо при Сейнт Луис, където концентрацията на колиморфни бактерии става значително. Концентрациите на пестициди се дължат на селскостопанската дейност – те нарастват след вливането на Мисури, преминаваща през зърнопроизводителния регион на Големите равнини. Част от азотните и фосфорни съединения по долното течение идват от промишлените и земеделски райони в басейна на Охайо. В наносите присъстват полихлоробифенили, въпреки тяхната забрана. От друга страна етилендиаминтетраацетатната киселина, използвана в хартиената и хранителната промишленост, е в по-малки концентрации във водите на Мисисипи, отколкото в големите европейски реки.

## Използване на водите
По горното течение на реката има 42 язовира. 14 от тях са разположени над Минеаполис и се използват основно за енергетика и отдих. Останалите 28 се използват за поддръжка на търговското корабоплаване. Като цяло, язовирите силно влияят на екологията по горното течение.

## Икономика
Реката има и важно стопанско значение. Тя и редица от нейните притоци се използват за корабоплаване, добив на електроенергия, изкуствено напояване и други.

## История
Ернандо де Сото е първият европеец, за когото е документирано, че е видял реката. Достигайки до нея на 8 май 1541 г., той я кръщава Rio de Espiritu Santo (река на Светия дух).
През 1682 г. французите Рьоне Робер Кавелие и Анри дьо Тонти наричат реката Колбер, на името на Жан-Батист Колбер. Те също наричат областта по поречието Луизиана (La Louisiane), на името на крал Луи XIV, и я обявяват за френска територия. През 1803 г. Наполеон Бонапарт продава тази територия на САЩ. Двете понятия не трябва да се бъркат – днешният щат Луизиана е само малка част от територията Луизиана.
След британската победа в Седемгодишната война, Мисисипи се превръща в граница между Британската и Испанската империя. Парижкият договор от 1763 г. дава на Великобритания право върху всички земи, разположени на изток от Мисисипи, а на Испания – на запад от реката. Испания също така отстъпва Флорида на Великобритания, за да получи отново Куба, която британците завладяват по време на войната.
Член 8 от Парижкия договор от 1783 г. гласи: „Навигацията по река Мисисипи, от нейния извор до океана, ще остане завинаги свободна и открита за поданиците на Великобритания и гражданите на Съединените щати“.
Мисисипи преминава през два климатични пояса преди да стигне до Мексиканския залив: умерен пояс и субтропичен. Реката прекосява целите Съединени американски щати (САЩ) преди да достигне до Мексиканския залив, откъдето тя се отправя към Атлантическия океан.

## Главни градове
- Бемиджи
- Гранд Репидс
- Джейкъбсън
- Палисейд
- Айткин
- Ривъртън
- Брейнърд
- Форт Рипли
- Литъл Фолс
- Сартел
- Сейнт Клауд
- Монтичело
- Куун Репидс
- Бруклин Парк
- Бруклин Център
- Минеаполис
- Сейнт Пол
- Нинингер
- Хейстингс
- Прескот
- Прейри Айлънд
- Даймънд Блъф
- Ред Уинг
- Хейджър Сити
- Мейдън Рок
- Стокхолм
- Лейк Сити
- Мейпъл Спрингс
- Кемп Лакуполис
- Пепин
- Рийдс Лендинг
- Уабаша
- Нелсън
- Алма
- Бъфало Сити
- Уийвър
- Минейска
- Фаунтийн Сити
- Уинона
- Хоумър
- Тремпийлю
- Дакота
- Дресбах
- Ла Кресънт
- Ла Крос
- Браунсвил
- Стодард
- Дженуа
- Виктъри
- Потоси
- Де Сото
- Ленсинг
- Феривил
- Линксвил
- Прейри ду Чиен
- Маркет
- Макгрегър
- Уалюсинг
- Гутенберг
- Касвил
- Дъбюк
- Галена
- Белевю
- Савана
- Сабула
- Фултън
- Клинтън
- Кордова
- Ле Клер
- Бетендорф
- Ийст Молин
- Молин
- Дейвънпорт
- Рок Айлънд
- Бъфало
- Мускатин
- Ню Бостън
- Кейтсбург
- Окуака
- Бърлингтън
- Далас Сити
- Форт Мадисън
- Науву
- Кеокук
- Уорсоу
- Куинси
- Ханибал
- Луизиана
- Кларксвил
- Портаж де Сиу
- Олтън
- Сейнт Луис
- Сейнт Женевиев
- Каскаския
- Честър
- Гранд Тауър
- Кейп Жерардю
- Тебес
- Комерс
- Кайро
- Уиклиф
- Колъмбъс
- Хикман
- Ню Мадрид
- Типтънвил
- Карутерсвил
- Осиола
- Ревъри
- Мемфис
- Уест Мемфис
- Туника
- Хелена-Западна Хелена
- Арканзас Сити
- Грийнвил
- Виксбърг
- Уотърпрууф
- Начез
- Моргенза
- Сейнт Франсисвил
- Ню Роудс
- Батън Руж
- Доналдсънвил
- Лъчър
- Ню Орлиънс
- Пайлъттаун